# Еріка Селтенрайх-Годжсон
Еріка Селтенрайх-Годжсон (англ. Erika Seltenreich-Hodgson, 24 квітня 1995) — канадська плавчиня.
Учасниця Олімпійських Ігор 2016 року.
Призерка Ігор Співдружності 2018 року.
Призерка Панамериканських ігор 2015 року.
Призерка Чемпіонату світу з плавання серед юніорів 2011 року.